# Danube Dragons 2011
Questa voce raccoglie le informazioni riguardanti i Danube Dragons nelle competizioni ufficiali della stagione 2011.

## Prima squadra

### Austrian Football League 2011

#### Stagione regolare
| Vienna 9 aprile 2011, ore 15:00 3ª giornata | Danube Dragons | 42 – 6 (0-0 14-0 7-0 21-6) | Black Lions | Stadion Stadlau (1200 spett.) |

| Vienna 16 aprile 2011, ore 15:00 4ª giornata | Danube Dragons | 17 – 20 (3-6 7-7 0-0 7-7) | Graz Giants | Stadion Stadlau (1300 spett.) |

| Vienna 23 aprile 2011, ore 18:00 5ª giornata | Danube Dragons | 38 – 21 (12-14 12-7 7-0 7-0) | Prague Panthers | Stadion Stadlau (1000 spett.) |

| Innsbruck 1º maggio 2011, ore 15:00 6ª giornata | Tirol Raiders | 28 – 0 (0-0 21-0 7-0 0-0) | Danube Dragons | Tivoli-Neu Stadion (3200 spett.) |

| Vienna 15 maggio 2011, ore 15:00 Recupero 2ª giornata | Salzburg Bulls | 6 – 80 (0-35 0-28 6-14 0-3) | Danube Dragons | Stadion Stadlau (600 spett.) |

| Vienna 22 maggio 2011, ore 15:00 7ª giornata | Vienna Vikings | 42 – 0 (14-0 7-0 7-0 14-0) | Danube Dragons | Hohe Warte Stadion (4000 spett.) |

#### Playoff
| Innsbruck 11 giugno 2011, ore 17:00 | Tirol Raiders | 29 – 0 (12-0 7-0 7-0 3-0) | Danube Dragons | Tivoli-Neu Stadion (3700 spett.) |

### European Football League 2011

#### Stagione regolare
| Vienna 2 aprile 2011, ore 15:00 CEST 2ª giornata | Danube Dragons | 33 – 16 (3-0 9-3 7-6 14-7) | Prague Panthers | Stadion Stadlau |

#### Playoff
| Berlino 7 maggio 2011, ore 18:00 CEST Quarti di finale | Berlin Adler | 35 – 25 (13-7 10-7 6-3 6-8) | Danube Dragons | Friedrich-Ludwig-Jahn-Sportpark (1242 spett.) |

### Statistiche di squadra
| Competizione      | %Vittorie | In casa | In casa | In casa | In casa | In casa | In casa | In trasferta | In trasferta | In trasferta | In trasferta | In trasferta | In trasferta | Totale | Totale | Totale | Totale | Totale | Totale |
| Competizione      | %Vittorie | G       | V       | N       | P       | Pf      | Ps      | G            | V            | N            | P            | Pf           | Ps           | G      | V      | N      | P      | Pf     | Ps     |
| ----------------- | --------- | ------- | ------- | ------- | ------- | ------- | ------- | ------------ | ------------ | ------------ | ------------ | ------------ | ------------ | ------ | ------ | ------ | ------ | ------ | ------ |
| Stagione regolare | .500      | 3       | 2       | 0       | 1       | 97      | 47      | 3            | 1            | 0            | 2            | 80           | 76           | 6      | 3      | 0      | 3      | 177    | 123    |
| Playoff           | .000      | 0       | 0       | 0       | 0       | 0       | 0       | 1            | 0            | 0            | 1            | 0            | 29           | 1      | 0      | 0      | 1      | 0      | 29     |
| Stagione regolare | 1.000     | 1       | 1       | 0       | 0       | 33      | 16      | 0            | 0            | 0            | 0            | 0            | 0            | 1      | 1      | 0      | 0      | 33     | 16     |
| Playoff           | .000      | 0       | 0       | 0       | 0       | 0       | 0       | 1            | 0            | 0            | 1            | 25           | 35           | 1      | 0      | 0      | 1      | 25     | 35     |
| Totale            | .444      | 4       | 3       | 0       | 1       | 130     | 63      | 5            | 1            | 0            | 4            | 105          | 140          | 9      | 4      | 0      | 5      | 235    | 203    |

## Seconda squadra

### Austrian Football Division 2 2011

#### Stagione regolare
| Korneuburg 30 aprile 2011 6ª giornata | Danube Dragons 2 | 7 – 37 (0-0 7-14 0-15 0-8) | Budapest Hurricanes | Rattenfängerstadion |

| 7 maggio 2011 7ª giornata | Danube Dragons 2 | 9 – 22 (0-7 2-7 7-8 0-0) | Zagreb Patriots | (200 spett.) |

| 21 maggio 2011 9ª giornata | Danube Dragons 2 | 15 – 31 (0-21 0-0 7-3 8-7) | Zagreb Patriots | (200 spett.) |

| Budapest 28 maggio 2011 10ª giornata | Budapest Hurricanes | 55 – 19 | Danube Dragons 2 | Építők Sporthostel |

### Statistiche di squadra
| Competizione      | %Vittorie | In casa | In casa | In casa | In casa | In casa | In casa | In trasferta | In trasferta | In trasferta | In trasferta | In trasferta | In trasferta | Totale | Totale | Totale | Totale | Totale | Totale |
| Competizione      | %Vittorie | G       | V       | N       | P       | Pf      | Ps      | G            | V            | N            | P            | Pf           | Ps           | G      | V      | N      | P      | Pf     | Ps     |
| ----------------- | --------- | ------- | ------- | ------- | ------- | ------- | ------- | ------------ | ------------ | ------------ | ------------ | ------------ | ------------ | ------ | ------ | ------ | ------ | ------ | ------ |
| Stagione regolare | .000      | 3       | 0       | 0       | 3       | 31      | 90      | 1            | 0            | 0            | 1            | 19           | 55           | 6      | 0      | 0      | 4      | 50     | 145    |
| Totale            | .000      | 3       | 0       | 0       | 3       | 31      | 90      | 1            | 0            | 0            | 1            | 19           | 55           | 4      | 0      | 0      | 4      | 50     | 145    |